# Mate Trojanović
Mate Trojanović, född 20 maj 1930 i Metković, död 27 mars 2015 i Maribor, var en jugoslavisk roddare.
Han blev olympisk guldmedaljör i fyra utan styrman vid sommarspelen 1952 i Helsingfors.